# Albereto
Albereto (Alberet in romagnolo) è una frazione di Montescudo-Monte Colombo in provincia di Rimini in Emilia-Romagna.

## Geografia fisica
Si trova su un colle che sovrasta la vallata del torrente Marano, il quale costituisce il confine con San Marino (castello di Faetano).

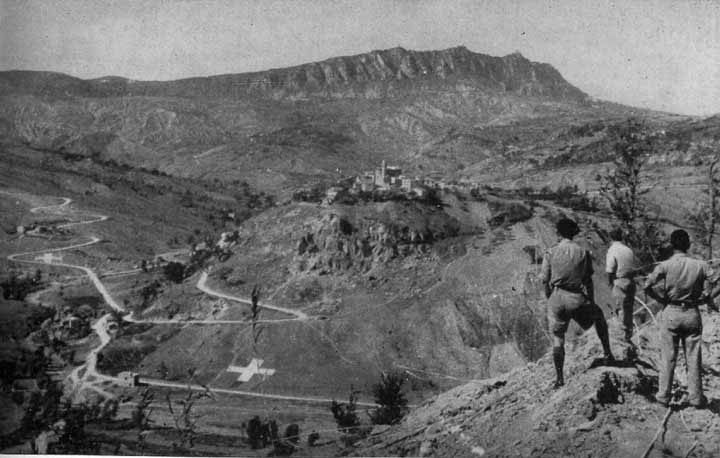
Faetano nel 1944 visto da Albereto.

## Storia
Nota intorno per la prima volta a partire dal 1233 con il nome di Castrum Albareti a causa delle foreste di querce, tigli e pini in mezzo a cui si trovava.

Dal 1234 al 1284 fu luogo delle battaglie tra guelfi e ghibellini e poi passò sotto il dominio dei guelfi Malatesta di Rimini.
Passata sotto il dominio dello Stato della Chiesa, seguì la sua storia fino all'unità d'Italia.
Vi sorge un castello.